# Kawasaki ER-5
Die Kawasaki ER-5 ist ein Motorrad der Mittelklasse des japanischen Herstellers Kawasaki, sie kam 1996 auf den Markt, Ende 2006 wurde der Verkauf eingestellt.
Der flüssigkeitsgekühlte Viertakt-Reihenmotor stammt von der GPZ 500, hat jedoch wegen anderer Nockenwellen, geringeren Verdichtungsverhältnisses, anderer Auspuffanlage und anderer Vergaserabstimmung 10 PS weniger als die GPZ 500 (seit 2004 11 PS weniger). 
Weitere gemeinsame Merkmale sind das 6-Gang-Getriebe, die Gemischaufbereitung durch zwei Vergaser und der Hinterradantrieb durch Kette sowie der Doppelschleifen-Stahlrohrrahmen. Vorne verzögern Scheibenbremsen.
Wegen der einfachen Technik ohne digitales Motormanagement hat die ER-5 eine hohe Zuverlässigkeit, geringere Anschaffungs- und Unterhaltskosten, sie ist wartungs- und reparaturfreundlich. Wegen des einfachen Handlings und des niedrigen Gewichts sind Fahranfänger eine Zielgruppe. Für diese wurde die ER-5 zusätzlich mit einer auf 34 PS gedrosselten Version angeboten.
Durch mehrere Modellpflegen wurde sie im Laufe der Jahre mehrfach modifiziert. Unter anderem ist die ER-5 seit 2004 mit einem ungeregelten Katalysator (U-Kat) ausgerüstet, wodurch die Euro2-Norm erfüllt wird. Dafür wurde die Leistung auf 49 PS beschränkt.
Seit Januar 2007 dürfen in der Europäischen Union nur noch Motorräder verkauft werden, die die Euro3-Norm erfüllen. Weil die Umrüstung bei der veralteten Technik der ER-5 zu kostspielig und somit der Preisvorteil gegenüber der ER-6 größtenteils aufgehoben wäre, wurde die Produktion eingestellt.

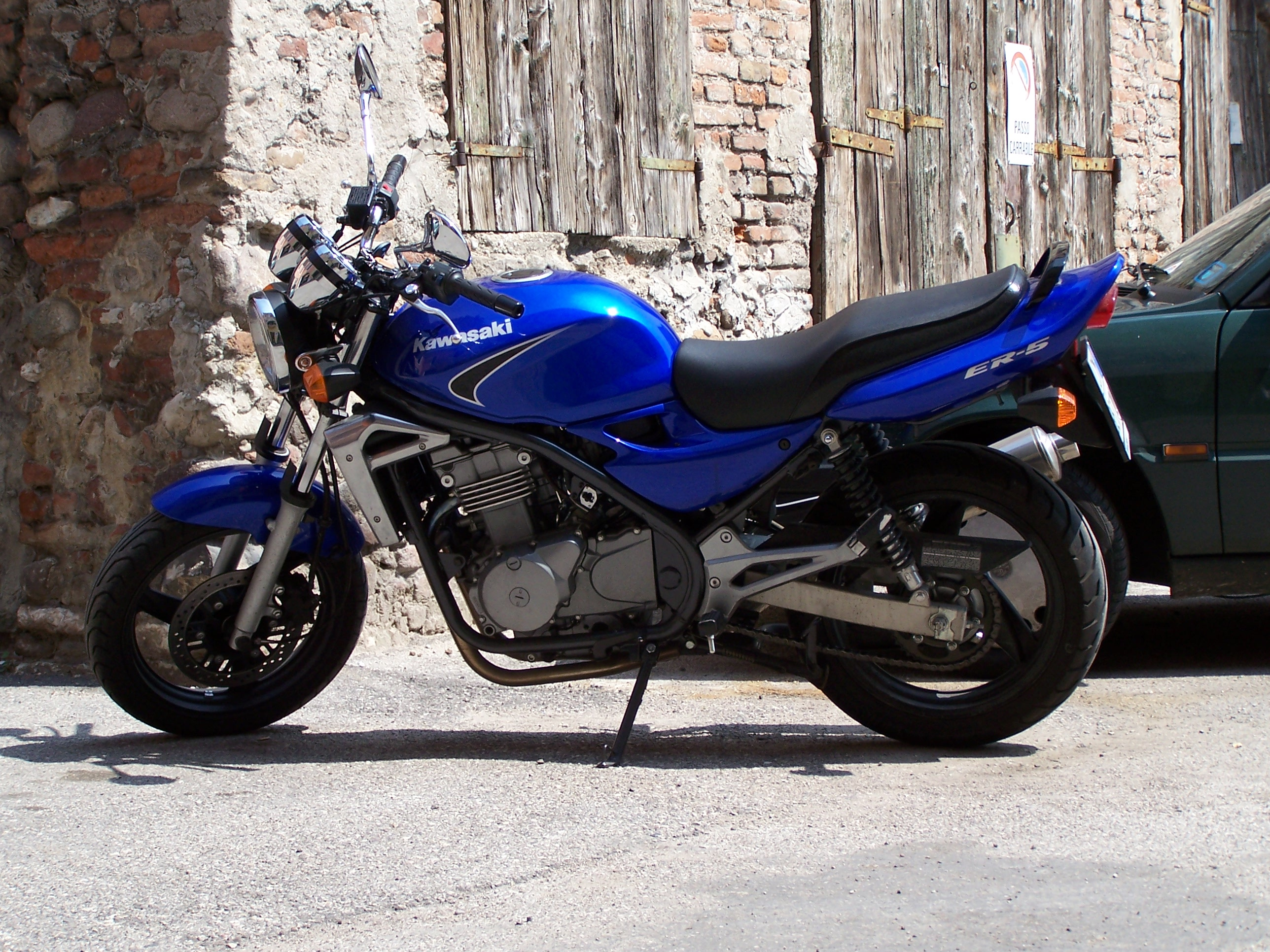
Kawasaki ER-5 blue

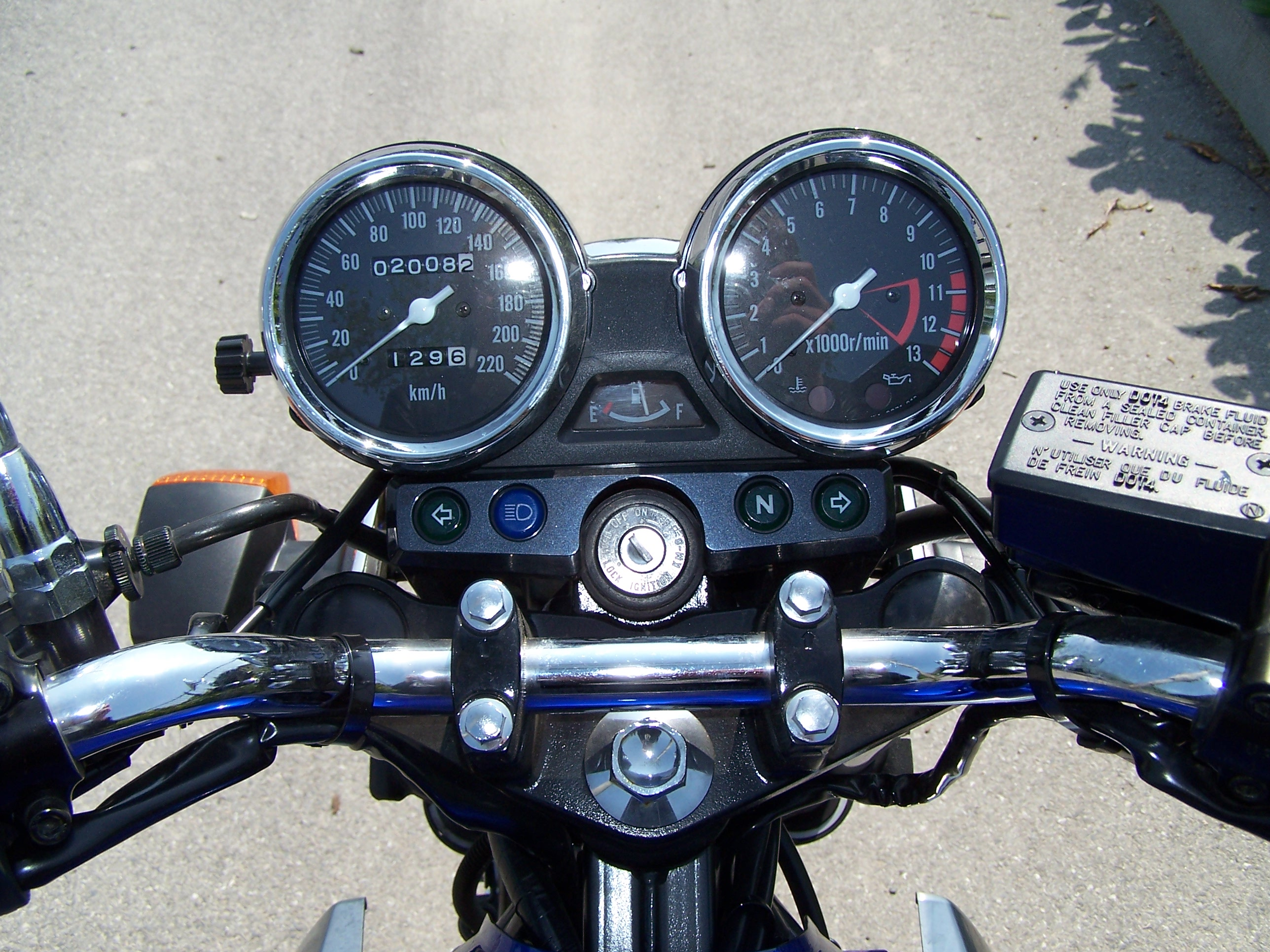
Kawasaki ER-5 meter

## Modellpflege 1996–2006
Baujahr 1996 / 1997
- Modellpflege: Heckrahmen, Helmschloss, Rahmenverstärkung Federaufnahme (Dreieckiges Knotenblech)
- Farben: schwarz pearl / firecracker red / nocturne blue

Baujahr 1998
- Modellpflege: Tankuhr, in Griffweite verstellbarer Kupplungshebel, Tankentlüftung geändert
- Farben:  firecracker red/nocturne blue metallic/galaxy silver

Baujahr 1999
- Farben: VG pearl boulogne green/32 pearl royal blue

Baujahr 2000
- Farben: candy cardinal red/metallic sonic blue/pearl gentry gray

Baujahr 2001
Größere Modellpflege:
- Modellpflege: Geänderter Tank (17 l), Seitenverkleidung stärker geteilt, Rahmen im Heckbereich verändert, längere Federbeine hinten, Sitzbank aufgepolstert und andere Form (Sitzhöhe 80 cm statt 78 cm),  Benzinschlauch aus Gewebe, Kühlflüssigkeitsbehälter-Überlaufschlauch ans Heck verlegt, Kofferhalter am Rahmen weggefallen, Bremszylinder Scheibenbremse gleich groß (bessere Wirkung), Namenszusatz "Twister" fällt weg
- Farben:  pearl purplish black mica/candy lightning blue/metallic champagne gold

Baujahr 2002
- Farben: pearl purplish black mica/candy thunder blue/met. champagne gold

Baujahr 2003
- Farben: candy thunder blue

Baujahr 2004
- Modellpflege: ungeregelter Katalysator, Leistungsänderung auf 49 PS, schwarze Felgen, Lichtschalter Automatik (bei Motorlauf), Haltegriff für Sozius immer in schwarz statt Maschinenfarbe, Gabelprotektoren Serie

- Farben: pearl mystic black

Baujahr 2005
mattierte Gabel, Edelstahlauspuffanlage
- Farben: candy thunder blue/pearl mystic black

Baujahr 2006
- Farben: candy thunder blue/pearl mystic black

## Bewertung durch Fachpresse
Bei ihrem Erscheinen im Herbst 1996 vervollkommnete die ER-5 den Reigen der Brot-und-Butter-Alleskönner, der seinerzeit vor allem aus Honda CB 500, Suzuki GS 500 E und der vierzylindrigen Yamaha XJ 600 bestand. Test und Vergleichstest mit diesen Gegnern bescheinigten der Kawasaki einen gelungenen Einstand. Denn nicht nur der günstige Preis sprach für die ER-5, auch das handliche Fahrwerk und der kultivierte Antrieb überzeugten, etwa mit den besten Durchzugswerten und den sanftesten Getriebemanieren im Vergleichstest. Moniert wurden schlappe Bremsen und eine schwach gefederte, beim Bremsen sich verwindende Gabel, was den guten Gesamteindruck aber nur unwesentlich trüben konnte. Der Verkaufserfolg bestätigt denn auch die Qualitäten: Allein 1998 investierten über 3000 deutsche Kradler in neue ER-Fünfen. Nach Motorradonline 4. Januar 1999

## Fahrleistungen und Verbrauch
- Beschleunigung: 0–100 km/h 5,6 sek
- Durchzug: 60–100 km/h 6,7 sek; 100–140 km/h 8,8 sek

Verbrauch: 4,1 bis 5,3 l/100 km, Normalbenzin
(Nach Motorradonline vom 16. Januar 2007)
Die Verbrauchsangaben stimmen weitgehend überein mit der privaten Website spritmonitor.de.

## Gebrauchtsituation
Mit gut 20000 verkauften Exemplaren ist die ER-5 keine Exotin. Ein Blick in die entsprechen den Verkaufsplattformen zeigt dann auch ein üppiges Angebot. Nach Motorradonline 16. Januar 2007.
Inzwischen ist die Kawasaki ER-5 nicht mehr so präsent im Straßenbild, eine aktuelle Stichprobe ergibt nur noch 80 Angebote bei mobile.de (Stand 2021).